# Champions of the Earth
Champions of the Earth (em português: Campeões da Terra) é uma premiação anual patrocinada desde 2004 pelo Programa das Nações Unidas para o Meio Ambiente, uma das agências da Organização das Nações Unidas (ONU), cujo objetivo é congratular personalidades com contribuições extensas a partir de programas e projetos construídos em seu país a fim de preservar o meio ambiente da destruição humana.
Substituindo o Global 500 Roll of Honour, premiação semelhante organizada pelo mesmo programa, já contemplou diversos presidentes: Tsakhiagiin Elbegdorj, da Mongólia; Felipe Calderón, do México; Mohamed Nasheed, das Maldivas e Bharrat Jagdeo, da Guiana. No mundo lusófono, os brasileiros Fabio Coletti Barbosa, CEO do Grupo Abril, e a ativista e política Marina Silva foram condecorados pelo Champions of the Earth.